# А-ля Капуль

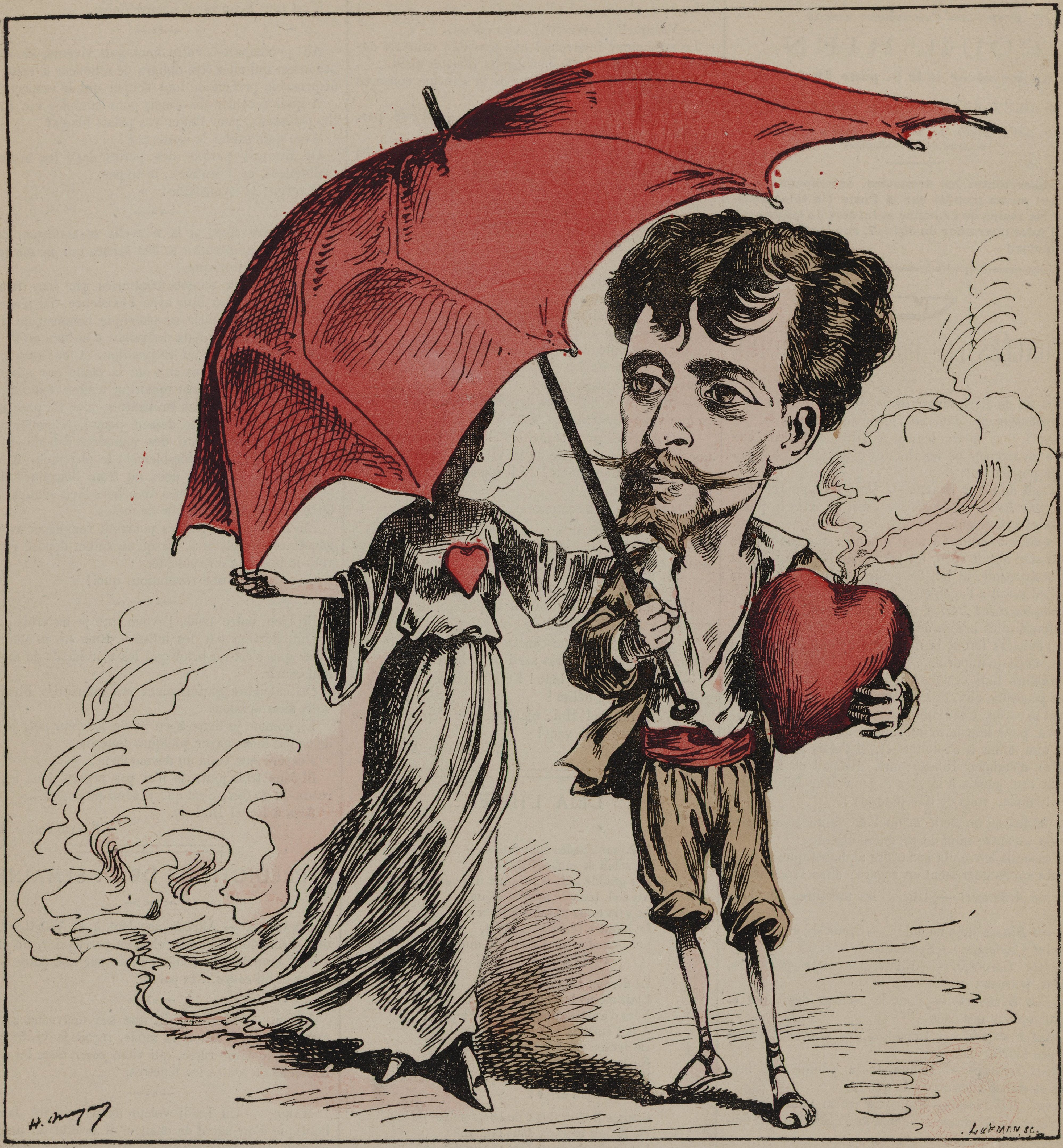
Виктор Капуль в опере Виктора Массе «Поль и Виржиния» (1873), с причёской «А-ля Капуль»

А-ля Капуль (фр. à la Capoul, «под Капуля», также просто капуль, капульчик) — популярная в конце XIX века мужская причёска, названная в честь известного французского тенора Виктора Капуля.

## Причёска
А-ля Капуль — причёска с прямым пробором и волосами на лбу, уложенными по обе стороны от пробора в виде сегментов круга.

## История
Певец использовал эту причёску в 1870-е годы; она получила распространение во Франции и в России с 1876 года под названием фр. frisure à la Capoul.
Причёска ассоциировалась с образом франта и дамского угодника, её популярность оказалась очень длительной, в том числе среди малообразованных слоёв населения (приказчиков и мелких купцов).

## Русские корни
Лесков настаивает на русском происхождении причёски:

Певец Капуль, с которого заимствована не одними русскими его причёска, — сам заимствовал эту причёску из России. По крайней мере, помнится, будто г. Капуль рассказывал покойному русскому артисту Монахову, что он не выдумал своей удивительной причёски, а взял её с старинных русских послов, изображения которых видел на старинных гравюрах. Русские щёголи московского периода, действительно, чесались «с челышком», о чём упоминается с укоризною в Кормчей, и это же можно видеть и на полных изучения картинах К. Е. Маковского, и на живых головах московских банщиков и половых. Г. Капуль только немножко изящнее уложил на своей голове это старинное русское «челышко»; ему стали подражать петербургские щёголи — сначала из молодых дипломатов и правоведов, а потом это усвоили и приказчики, и лакеи; последним только удалось усовершенствовать эту причёску и довести её до крайности во вкусе «à la дурак»— Лесков Н. С. Домашняя челядь: Исторические справки по современному вопросу (памфлет)

## В литературе
Популярность причёски привела к её частому упоминанию в литературе.
Анекдот XIX века: перед выступлением Капуль заходит к парикмахеру и просит его подстричь. На вопрос о фасоне певец, слегка краснея, отвечает «под Капуля». Парикмахер долго осматривает клиента и затем говорит: «Но, месье, ваша голова для этого ведь совершенно не подходит!»
У Чехова:
Одет всегда по моде и причёсан a la Капуль
Антон Чехов, «Делец»
У Гиляровского молодой купеческий сын, просит парикмахера сделать так,
чтобы без тятеньки выходило а-ля-капуль, а при тятеньке по-русски
У Троцкого:
Саша спрашивает:
- А вы умеете, Иван Васильевич, стричь а ля капуль?
Все поднимают голову на Сашу, а он рассказывает, как его в Елисаветграде цирюльник замечательно постриг а ля капуль, а на другой день ему был за это от инспектора строгий выговор.
Лев Троцкий, «Моя жизнь»